# Hyporthodus niphobles
Hyporthodus niphobles är en fiskart som först beskrevs av Gilbert och Starks, 1897.  Hyporthodus niphobles ingår i släktet Hyporthodus och familjen havsabborrfiskar. IUCN kategoriserar arten globalt som otillräckligt studerad. Inga underarter finns listade i Catalogue of Life.